# (1889) Pakhmutova
(1889) Pakhmutova (1968 BE) – planetoida z pasa głównego asteroid okrążająca Słońce w ciągu 5,44 lat w średniej odległości 3,09 j.a. Odkryta 24 stycznia 1968 roku.